# しっぷうどとう
『しっぷうどとう』は、盛田賢司による日本の漫画。小学館の漫画雑誌『ビッグコミックスピリッツ』にて、1996年第5・6合併号から1998年第34号まで連載。剣道を主題においたスポ根漫画である。
高校受験に失敗した、劣等感の塊である佐倉神城高等学校新1年生の長門烈。彼が剣道部2年の阿南俊に出会ったきっかけで始めた剣道にのめり込んでいき、その才能を開花していく。

## 登場人物

### 佐倉神城高等学校
長門烈
主人公。1年生。クラスの男子全員が2年の不良に絡まれているところを阿南に助けられ、憧れを持ち剣道を始める。剣道を始めるまではコンプレックスの塊で、困難から逃げてばかりだったが剣道を始めて変わっていく。中学校時代は家から学校までの長距離（往復20キロ）を毎日自転車で通っていたため、足腰がかなり強い。親善大会で古橋正光の上段を見て憧れ、その右足の強さを生かすために上段を使い始める。初心者にもかかわらず作中では2回しか負けていない（親善大会の興南戦、総体予選決勝での古橋正光との代表戦）。持ち味は上段からの面と、相手の面返し胴を避ける瞬発力。
阿南俊
烈の1学年上の先輩。その実力は1年生でインターハイに出場したほどで、烈から目標として慕われている。小学生の時。同じ道場の、後に天才といわれる古橋正光から強烈な突きを喰らって以来、打倒古橋を目標にして剣道にのめりこむ。古橋をして「俺と互角に戦えるのは阿南だけだ」と言わしめる。頸の裂傷から頚椎断裂が元で古橋の試合が最後となり、コーチトレーナーとして剣道に関わっていくことになる。
曽我鉄雄
後藤・八木らとは同期で烈の2学年先輩。トリッキーでスピードを使った動きは県下でもまあまあ知れ渡っている。過去父親を剣道の稽古中において突きにより亡くしているため、突きに対する恐怖心を持つ。しかし、天方院高校戦ではその恐怖に打ち勝って見せた。
後藤真央
チーム一の豪腕で「力でたたき伏せる」が信条の剣道が持ち味。しかし、大事な場面においてプレッシャーに弱いところがあり。格下の相手にあっさり負けることもある。三田監督をして「ほんとにムラッ気のある子ね」と言われている。いかつい顔に似合わない真央と言う名前が女っぽいことを気にしている。
八木聡
佐倉神城高校において主将を務める。なかなか良識がある好漢で曽我や後藤・阿南も一目おいている。剣道は長身から繰り出される基本に忠実どおりの動きが持ち味で、安定した試合運びを見せる。
古橋素子
剣道部ただ1人の女子部員にして古橋正光の妹。幼いころから兄や阿南と一緒に剣道を習っており、中学時代は全国中学生剣道大会の地区予選に優勝するほどの実力をもっていた。練習中の事故で兄に怪我を負わせたことを後悔して剣道から離れていたが、阿南の説得によって再開する。烈のクラスメイト。
三田祥子
剣道部顧問にして、全日本女子選手権で準優勝した実績を持つ。実力面では部員たちを圧倒するが、精神面では生徒と一緒に一喜一憂するレベル。烈の下半身の強靭さにいち早く気付き、その才能を開花させる手助けをした。

### 三ッ葉学園高等学校
成松
烈の中学時代の同級生。何かにつけて烈を小馬鹿にするが、助っ人だった剣道の試合で烈に敗れてショックを受ける。以来頭を丸めて剣道部に入り、打倒烈を掲げる。
柴田
烈が中学時代に好きだった女。成松と共に烈を虚仮にする軽薄な性格の持ち主であり、自分を棚に上げて他人(異性)に理想を求めるタイプである。剣道を始める前の烈のトラウマの象徴として存在している。阿南曰く「頭が悪そうな女」。

### 浦浜北高等学校
国分裕二
烈と同じ中学の剣道部出身。いづみの気を自分に向かせるために阿南に勝利しようと目論む。阿南との対戦は叶わずに烈と対戦することになったが、その左諸手上段の前に敗れた。性悪な先輩を始めとした環境に恵まれず、高校から剣道を始めたが、指導者と先輩に恵まれた烈に追い抜かれる。
西
主将。防具のない場所を攻めて相手にダメージを与えるなどせこい剣道をし、それが浦浜北の剣道部のレベルを物語っていた。阿南との対戦ではそれ以外にもいづみの話をもちだして阿南の動揺を誘おうと目論んだが、まるで相手にならなかった。
江藤いづみ
阿南と同じ中学で元カノ。阿南のことを忘れられずに剣道部のマネージャーになる。阿南が負ければ剣道を諦めて自分の元に戻ってくれると思っていたが、逆に西が阿南に敗北したことでマネージャーを辞める。

### 舞相高等学校
菊池
もともとはいじめられっこで気の弱いところがあったが、大柄な体を武器とし、威圧感のある選手である。先鋒として烈と対戦。得意の小手打ちは防具越しでも相手の手首を粉砕する。しかし、足腰が自重を支えきれるほど発達しておらず、攻撃の範囲が狭いことが弱点で、烈の遠方からの攻撃の前に敗れた。
倉品
後藤と副将戦で対戦する。パワーに優れ、相手の剣道に合わせてあせりを誘うのが持ち味。しかし後藤の奇策の前に純粋な力比べを挑み、これに敗北した。
土田
舞相高校の主将で大将として八木と対戦。もともと弱小だったチームを優れた観察眼と戦略で牽引し、その統率力・熱心さゆえに部員の信頼は厚い。八木には万策尽きて敗れることになるが、三田監督曰く「流れ次第では、逆の結果になっていたかもしれない」とのことである。

### 城王高等学校
河津明
同じ城王高校に在籍している河津新一の一つ下の弟。たぐいまれな運動神経の持ち主で当初は兄の新一と同じく剣道をしていたが、「兄貴の弟」と呼ばれることに嫌気がさしボクシングを始めた。今回のインターハイには助っ人として出場。先鋒の長門と対戦しバックボーンのボクシングを主体とした足さばきと“かつぎ技”で長門を苦しめたが、三田監督の助言と長門自信の“引かない”勇気に大敗した。
藤木洋介
城王高校チームの中堅でたいした選手ではないが佐倉神城高校の中堅、阿南と対戦した。しかし、阿南は首の怪我を気にするあまり焦った試合運びをしてしまう。その異変に気付いた城王高校の主将、河津新一の助言により藤木は首の怪我を狙い、怪我の恐怖にまけた阿南はまさかの一本負けをしてしまう。
河津新一
同じ城王高校の先鋒河津明の一つ上の兄で、主将をつとめている。弟の明と違い昔から真面目で優等生で、剣道の実力もかなりのもので昨年の個人戦で決勝まで上り詰めた（決勝の相手は阿南）。主将でありながら副将をつとめている理由には大将戦までに勝負を決めるといった作戦であったためで佐倉神城高校の副将、後藤と対戦した。弟の物真似レベルとは違う本物のかつぎ技で後藤を苦戦させ一本、反則一回まで追い詰めた。しかし長門、阿南の怪我を見て先輩としての責任を感じ覚醒した後藤に二本負けした。

### 牧上商業高等学校
和田
新設の剣道部を率いる、三田曰く「カメ戦法」の使い手。試合を自分のペースに持ち込むことが出来ず、烈に一蹴される。

### 天方院高等学校
尾形光二
烈と同じ1年。練習試合で烈に敗北したことで2軍に落とされ、そこから再度1軍に這い上がり、インターハイ予選で烈と対戦した。そこで、剣道の楽しさ、相手を認め合うことの重要性に気づき、好試合をするも最後は集中力が切れ、烈に再び敗北する。しかし、力いっぱい戦えたことへの満足感がどことなくあった。
今井忠
次鋒戦で曽我と対戦。曽我が突きを怖がっていることを知り、時間一杯いたぶってやろうと思ったのが裏目にでて、最後の最後で曽我の突きを食らって敗北。
古橋正光
古橋素子の兄。小学生の時、阿南に勝ったときに、阿南に目標とされている。作中最強の人物であり、烈も彼の強さと剣道に対する姿勢に敬服して彼を目標とする様になる。無愛想で自他共に厳しい性格だが、高い洞察力と度量の広さを持っている。
神田実
木崎義男
汐月

### その他
八木怜子
八木の姉。曽我の世話をしていた。
木下
『剣道ジャーナル』の記者。天方院を絶賛していたが、烈と古橋の試合を見て、烈の素質に気付く。
阿南（姉）
阿南の姉。弟の怪我を心配し、試合会場に駆けつけた。